# سیارک ۱۲۰۵۷
سیارک ۱۲۰۵۷ (به انگلیسی: 12057 Alfredsturm، نامگذاری:1998DK1) دوازده هزار و پنجاه و هفتمین سیارک کشف شده‌است که در ۱۸ فوریه ۱۹۹۸ کشف شد.
قدر مطلق سیارک برابر ۱۵٫۲۰ است.